# Lithostege porcataria
Lithostege porcataria là một loài bướm đêm trong họ Geometridae.